# Вакцинація проти COVID-19 у Хорватії

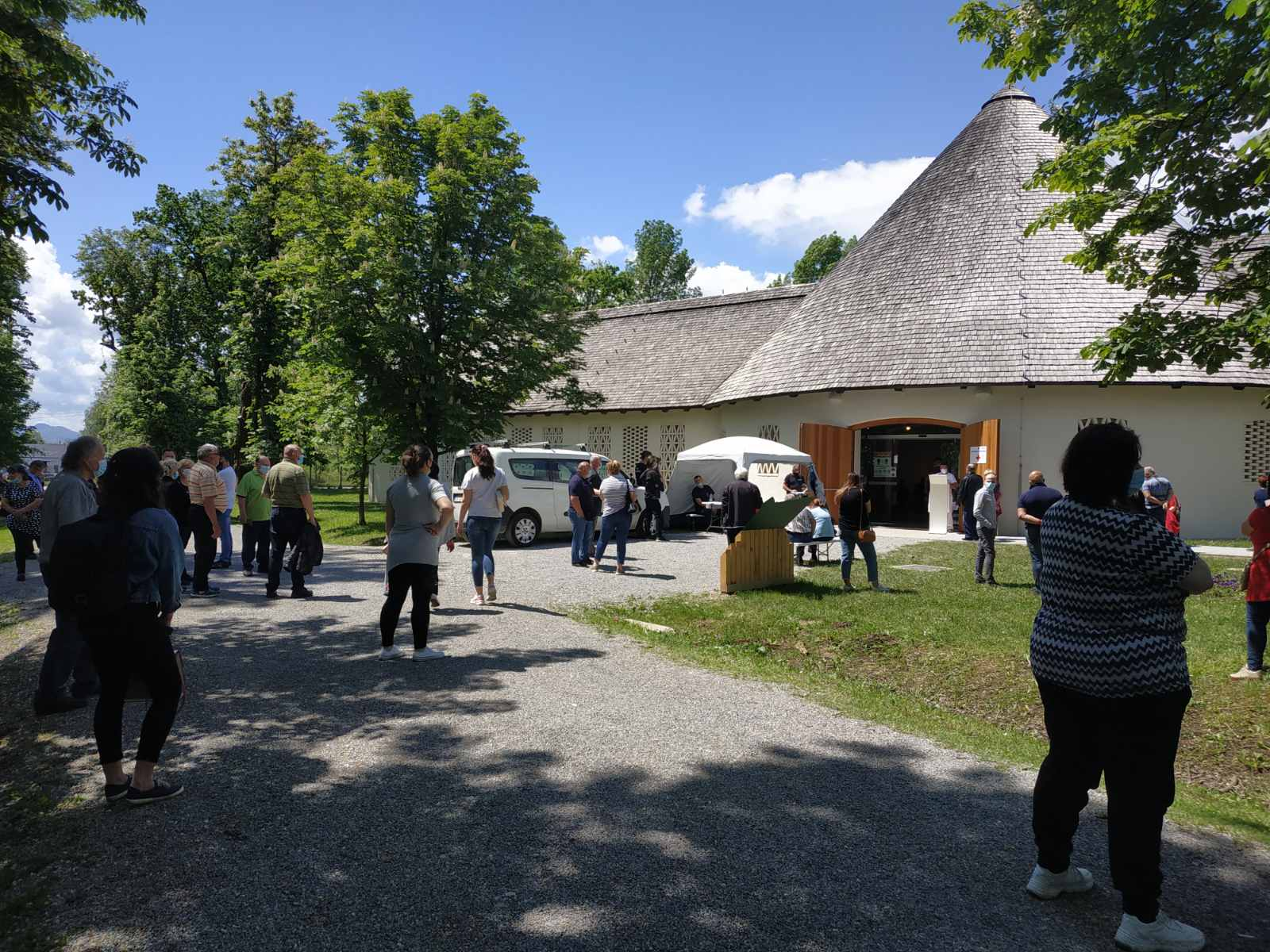
Люди, які очікують на вакцинацію в пункті масової вакцинації в Запрешичі в Хорватії

Вакцинація проти COVID-19 у Хорватії — це кампанія масової імунізації населення Хорватії проти COVID-19 під час пандемії коронавірусної хвороби. Вакцинальна кампанія в країні розпочалася 27 грудня 2020 року. Уряд Хорватії замовляв вакцини разом із ЄС, на країну було замовлено 8,7 мільйона доз вакцини. Станом на 3 лютого 2022 року понад 2,2 мільйона жителів Хорватії були повністю вакциновані, що відповідало вакцинації 63 % населення країни.
| Замовлені вакцини  | Замовлені вакцини      | Замовлені вакцини | Замовлені вакцини | Замовлені вакцини |
| Вакцина            | Походження             | Замовлені дози    | Схвалення         | Застосування      |
| ------------------ | ---------------------- | ----------------- | ----------------- | ----------------- |
| Pfizer–BioNTech    | США/Німеччина          | 1 мільйон         | 21 грудня 2020    | 26 грудня 2020    |
| Moderna            | США                    | 1 мільйон         | 6 січня 2021      | 12 січня 2021     |
| Oxford-AstraZeneca | Великобританія/Швеція  | 2,7 мільйона      | 29 січня 2021     | 7 лютого 2021     |
| Janssen            | Нідерланди/Ізраїль     | 900 тисяч         | 11 березня 2021   | В очікуванні      |
| Novavax            | США                    |                   | 20 грудня 2021    | В очікуванні      |
| CureVac            | Німеччина              |                   | В очікуванні      | В очікуванні      |
| Valneva            | Франція                |                   | В очікуванні      | В очікуванні      |
| Sanofi–GSK         | Франція/Великобританія |                   | В очікуванні      | В очікуванні      |
| Всього             | Всього                 | 8,7 мільйона      | 8,7 мільйона      | 8,7 мільйона      |